# Lemniscomys bellieri
Lemniscomys bellieri is een knaagdier uit het geslacht Lemniscomys.

## Verwantschap
Deze soort is nauw verwant aan L. macculus, zo nauw verwant dat ze mogelijk één soort vormen.

## Verspreiding
Deze soort komt voor in Midden-Guinee, Ivoorkust en Ghana. Mogelijk komt hij ook in Sierra Leone voor. Het dier leeft in struikgebieden.
Zebragrasmuis (Lemniscomys barbarus) · Lemniscomys bellieri · Aalstreepgrasmuis (Lemniscomys griselda) · Lemniscomys hoogstraali · Lemniscomys linulus · Lemniscomys macculus · Lemniscomys mittendorfi · Lemniscomys rosalia · Lemniscomys roseveari · Gestreepte grasmuis (Lemniscomys striatus) · Lemniscomys zebra